# Cova Barro
Cova Barro est une localité de Sao Tomé-et-Principe située au nord de l'île de São Tomé, dans le district de Mé-Zóchi.

## Population
Lors du recensement de 2012, 875 habitants y ont été dénombrés.

## Culture
Une troupe (tragédia) de tchiloli, Os Africanos, y a été fondée le 24 septembre 1976. Elle est composée de 35 figurants et de 8 musiciens.